# Blanche Moria
Pour les articles homonymes, voir Moria.
Adèle Blanche Moria née le 7 mai 1859 à Paris, ville où elle est morte dans le 4e arrondissement le 24 novembre 1926, est une sculptrice française.

## Biographie

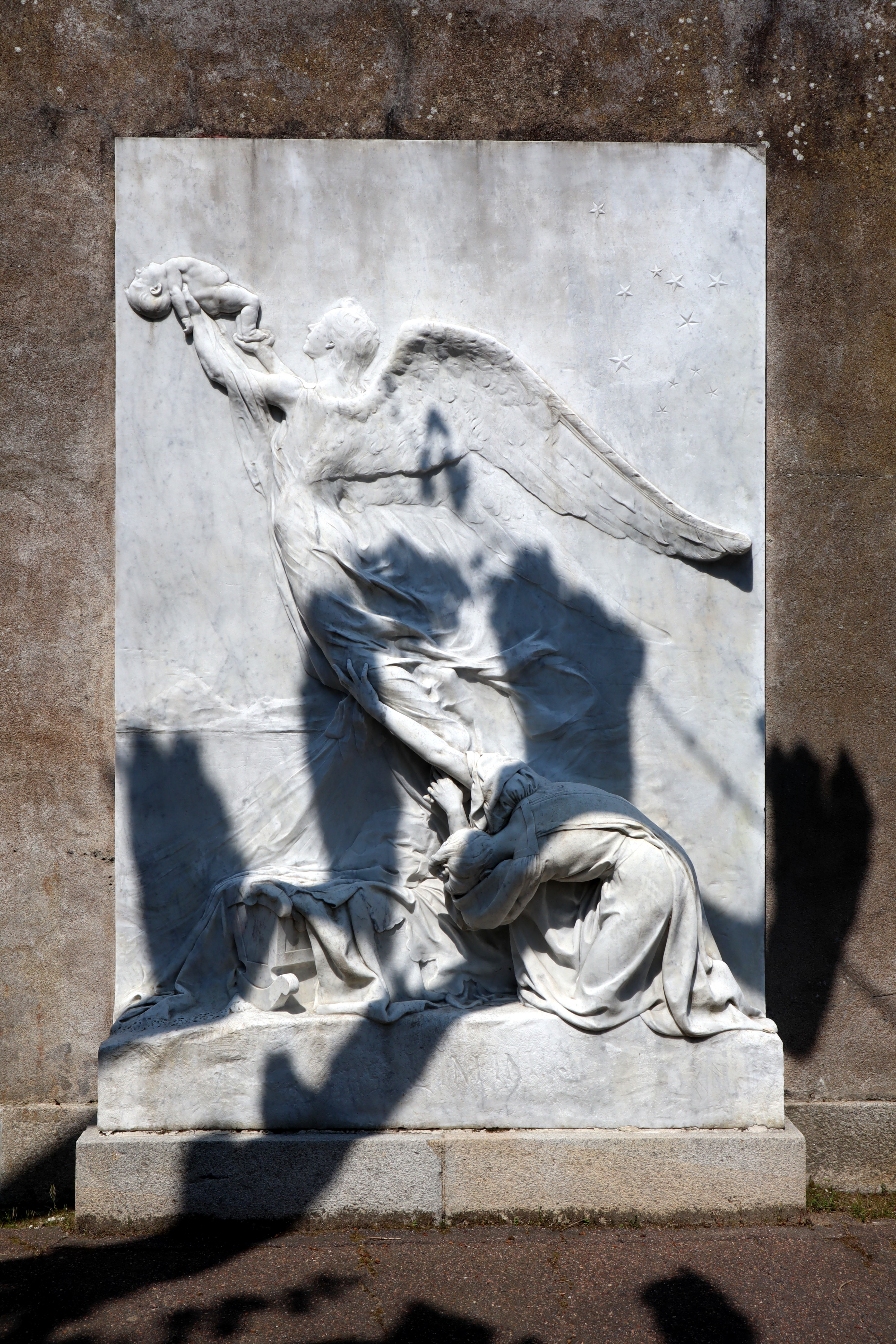
Vers l'infini (1899), haut-relief, Nantes, cimetière La Bouteillerie.

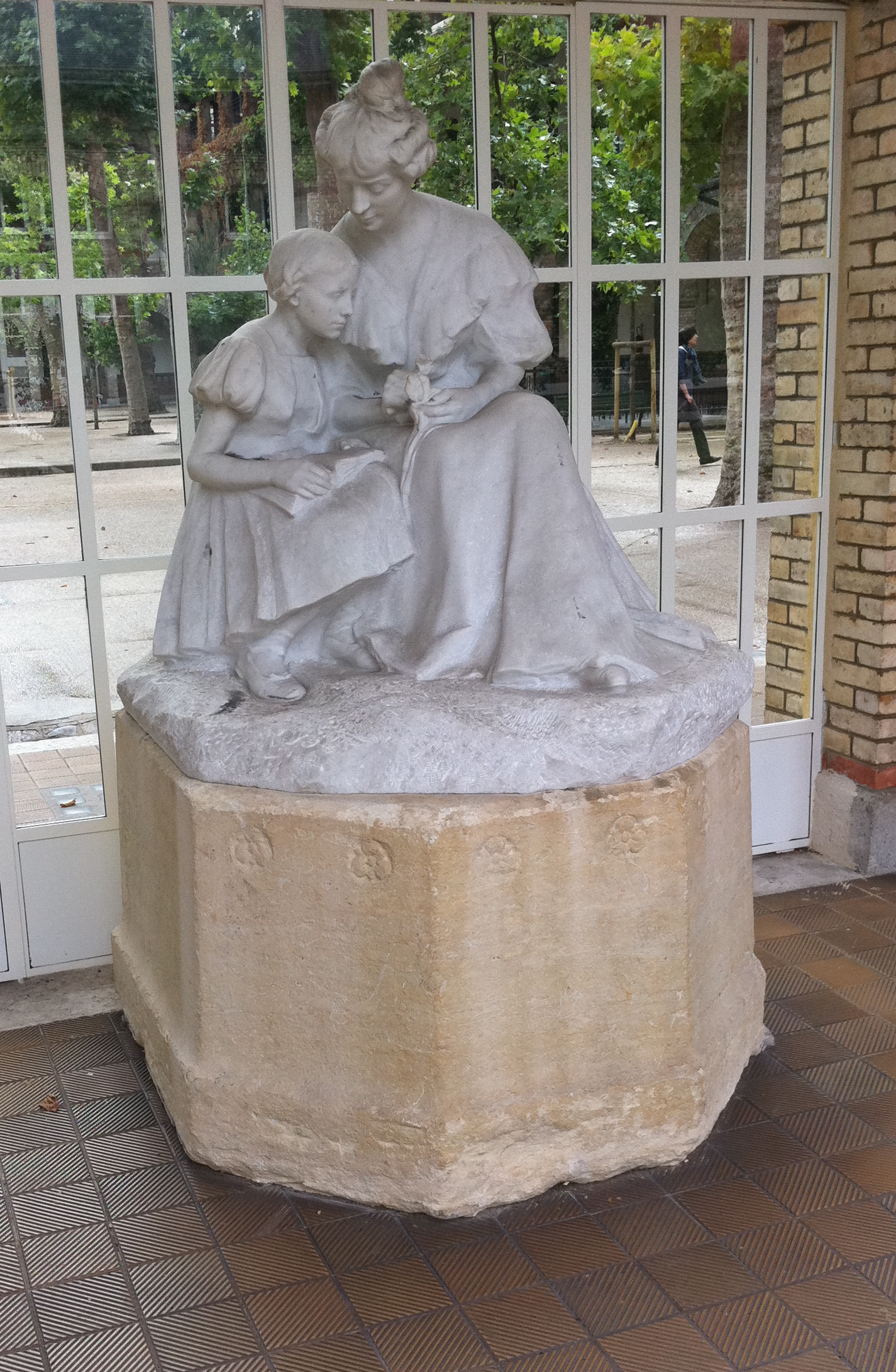
La Leçon de botanique (après 1908), marbre, Paris, lycée Molière.

Blanche Moria est l'élève des sculpteurs Henri Chapu, Antonin Mercié et Jules Chaplain à l'Académie Julian à Paris,. Elle exécute des œuvres en plâtre, en marbre et en bronze. Membre de la Société des artistes français et de l'Union des femmes peintres et sculpteurs, elle est professeur d'arts plastiques au lycée Molière à Paris. La plupart de ses œuvres sont des commandes de l'État. Elle reçoit divers prix, dont une médaille au Salon des artistes français et des distinctions lors d'expositions universelles.
En tant que membre de la Ligue française pour le droit des femmes, elle rédige en 1921 un article sur les femmes artistes dans la collection Cinquante ans de féminisme,.
Elle meurt le 24 novembre 1926 à l'Hôtel-Dieu de Paris.

## Collections publiques
- Arbois, musée Sarret de Grozon : La Leçon de botanique, 1908, groupe en plâtre, exposé au Salon de l'Union des femmes peintres et sculpteurs de 1911[8].
- Chambéry, façade du lycée de jeunes filles : Madame de Sévigné, 1895, buste[9].
- Gray, musée Baron-Martin : Profil de femme, médaillon en plâtre patiné, 47 × 39 × 5 cm.
- Grenoble, musée de Grenoble : Étude de vieille femme, 1891, buste en bronze[4].
- Nantes, cimetière La Bouteillerie : Vers l'infini, 1899, haut-relief en marbre. Le modèle en plâtre a été acquis par l'État[10].
- Paris :
  - Département des arts graphiques du musée du Louvre : Tête de femme, mine de plomb sur papier, reprise dessinée de l'Étude de vieille femme du musée de Grenoble[11].
  - Lycée Molière : La Leçon de botanique, après 1908, groupe en marbre.
  - Grande galerie de l'évolution du Muséum national d'Histoire naturelle : Armand David, dit le Père David, buste en marbre, 80 x  60 x  40 cm[12].